# بكر قباني
بكر قباني (1941 - 14 يونيو 2025) ممثل أردني.

## عن حياته
ممثل وكاتب أردني مشهور، شارك لأول مرة في مسرحية حرامي فورا، ووصل إلى الدراما والتمثيل في مسلسل هارون الرشيد، وهو عضو نقابة (رابطة) الفنانين الأردنيين.

## من أعماله

### المسلسلات
- حنايا الغيث
- طوق الأسفلت
- بوابة القدس
- الحسن والحسين
- دبابيس زعل وخضرا
- ورق الورد
- أيام الشتات

### السينما
- الحنان المر

### الدوبلاج
- مغامرات نيلز - القائد أكسا
- كاليميرو
- تاوتاو
- عقلة الأصبع
- أبطال الملاعب
- مغامرات نيلز

### سهرات تلفزيونية
- أوهام سالم

## روابط خارجية
- بكر قباني على موقع قاعدة بيانات الأفلام العربية